# Acacia eremophila
Acacia eremophila é uma espécie de leguminosa do gênero Acacia, pertencente à família Fabaceae.